# Bränntjärn
Bränntjärn este o arie protejată (arie specială de conservare — SAC, sit de importanță comunitară — SCI) din Suedia întinsă pe o suprafață de 0,77 ha, integral pe uscat.

## Localizare
Centrul sitului Bränntjärn este situat la coordonatele 65°36′25″N 21°00′31″E / 65.6069°N 21.0085°E.

## Înființare
Situl Bränntjärn a fost declarat sit de importanță comunitară în iunie 2001 pentru a proteja un număr necunoscut de specii din flora spontană și fauna sălbatică aflate în arealul zonei. Situl a fost protejat și ca arie specială de conservare în martie 2011.

## Biodiversitate
Situată în ecoregiunea boreală, aria protejată conține 1 habitat natural: Taiga vestică.
La baza desemnării sitului se află un număr nedeclarat de specii protejate.